# Minnesmärke

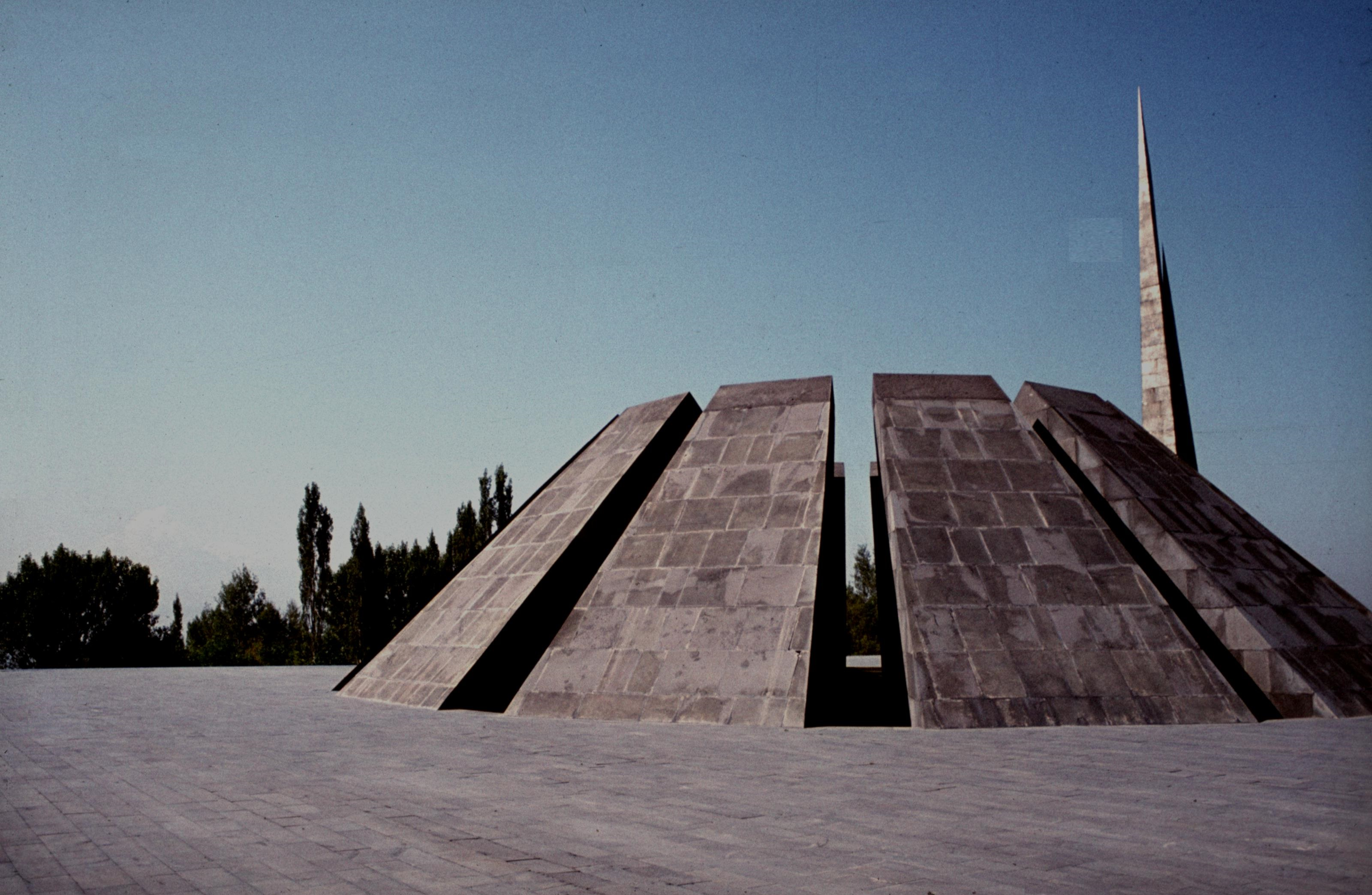
Minnesmärket över armeniska folkmordet på Tsitsernakaberd i Jerevan

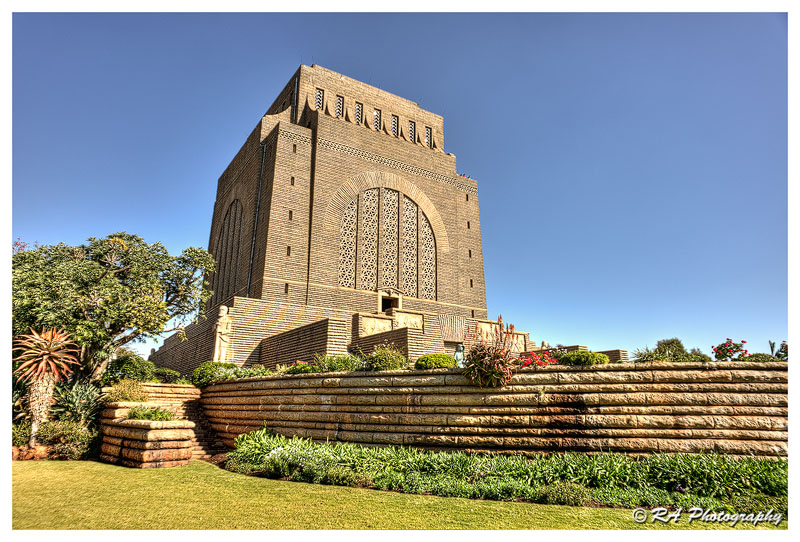
Boernas Voortrekkermonument i Pretoria

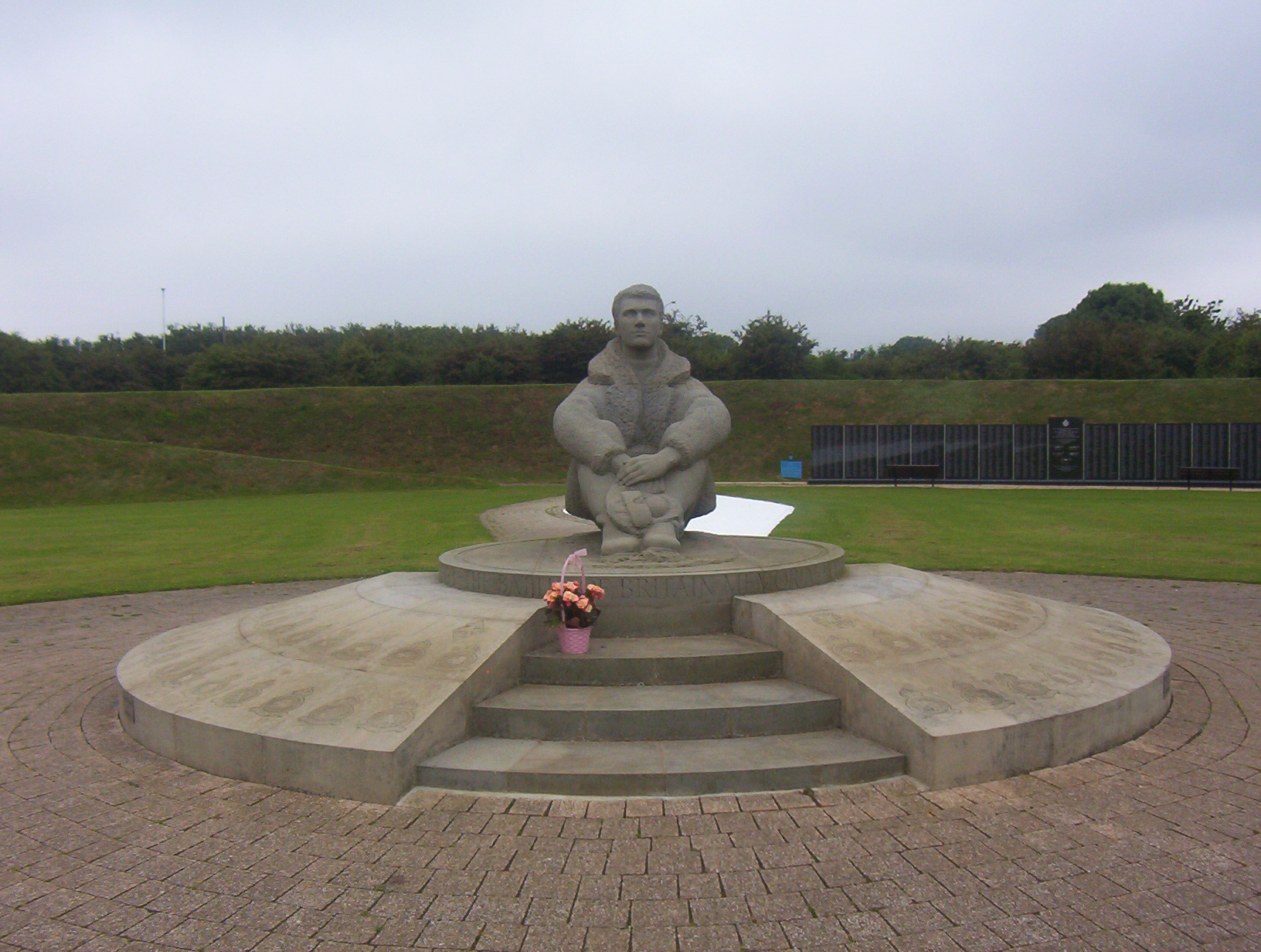
Minnesmärke över Slaget om Storbritannien, Capel-le-Ferne

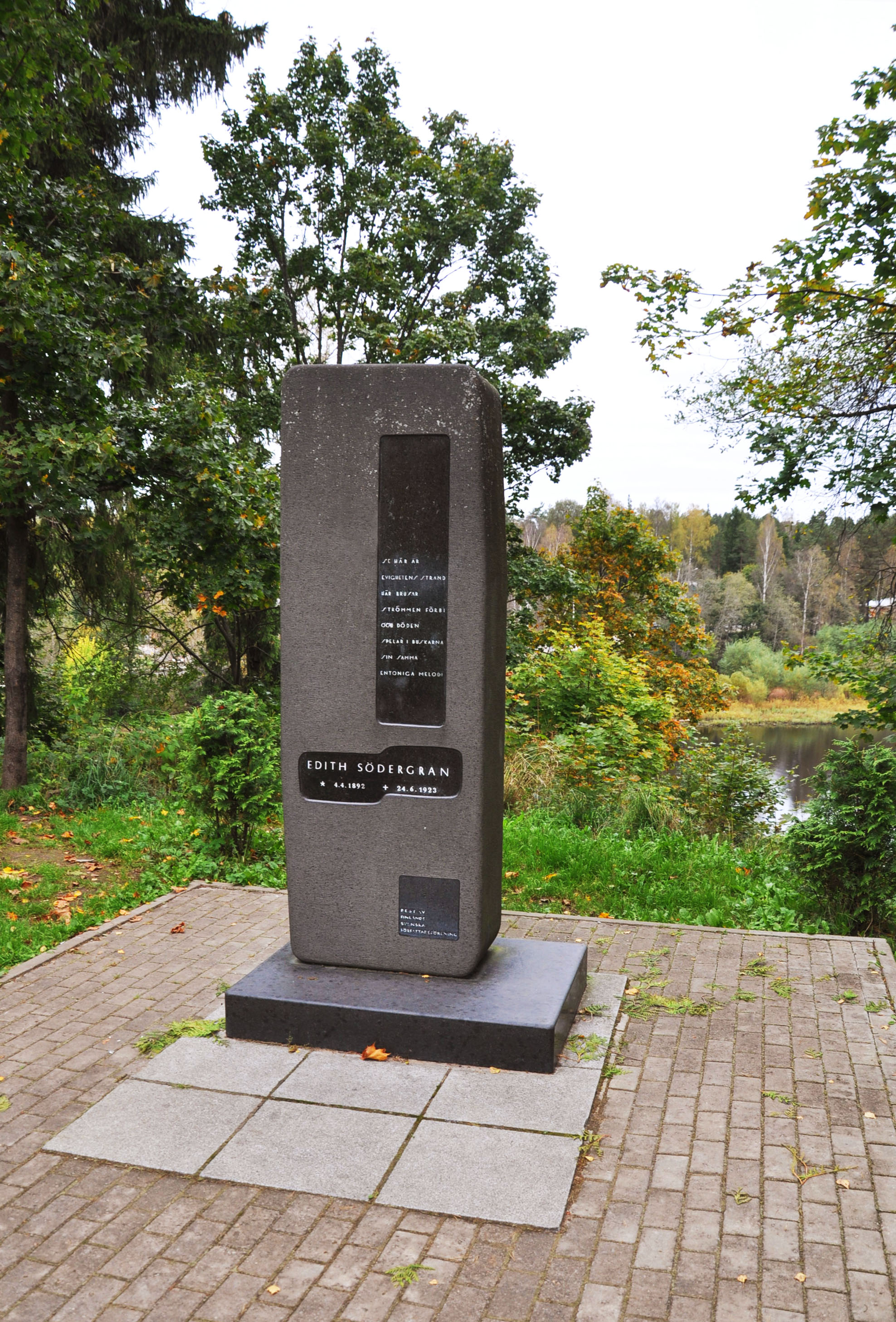
Edith Södergrans minnessten i Raivola.

Ett minnesmärke, eller ett monument, är en offentlig skulptur, annat konstverk eller byggnad, vars syfte är med en materiell manifestation erinra om en eller flera personer eller en historisk händelse. Ett minnesmärke kan också vara en kvarleva från äldre tid som skattas högt av eftervärlden eftersom den ger en inblick i äldre tiders förhållanden.

## Samhällelig funktion
Vanliga typer av minnesmärken är resta stenar med inskriptioner och skulpturer. I sakens natur ligger att minnesmärket kommer till i efterhand, ofta långt i efterhand. Många minnesmärken visar sig dock med tiden stå på en felaktig plats när historieforskningen granskar en händelse närmare. Senare generationer kan också vilja flytta eller riva ett minnesmärke på grund av förändrade attityder till en person eller händelse.
Folk reser minnesmärken för att påverka samtidens och eftervärldens syn på och medvetenhet om föremålet. Detta fortsätter så länge minnesmärket finns kvar, i och med att senare generationer uppmärksammar minnesmärket, flyttar på det, vandaliserar det, renoverar det eller använder det som byggnadsmaterial till ett nytt minnesmärke.

## Historiska kvarlevor som minnesmärken
I likhet med det tyska begreppet Denkmal har svenska ”minnesmärke” en vidare betydelse som är belagd sedan 1772. En historisk kvarleva som inte avsiktligt skapats för att vidmakthålla en minneskultur kan enligt detta språkbruk vara ett minnesmärke. Till exempel, ”Olaus Petris arbeten äro dyrbara minnesmärken i Svenska språkets historia”, betyder att eftervärlden (långt senare) ser Olaus Petris skrifter som minnesmärken, inte att de ursprungligen skapades som minnesmärken. Vidare kan en byggnad som skapats av praktiska skäl – som Lunds järnvägsstation – senare bli ett ”byggnadsminnesmärke” enligt 1920 års förordning. I Tyskland har detta språkbruk drivits längst; hela korpusen av fornhögtyska kortare texter har till exempel utgivits under titeln Samling av smärre fornhögtyska språkminnesmärken (”Sprachdenkmäler”), oberoende av de enskilda texternas minnesvärdhet.

## Monumentet i Kvidinge
En ytterst ovanlig incident inträffade den 23 juni 2025 när ett blixtnedslag totalförstörde det stora Monumentet i Kvidinge. 

## Bildgalleri

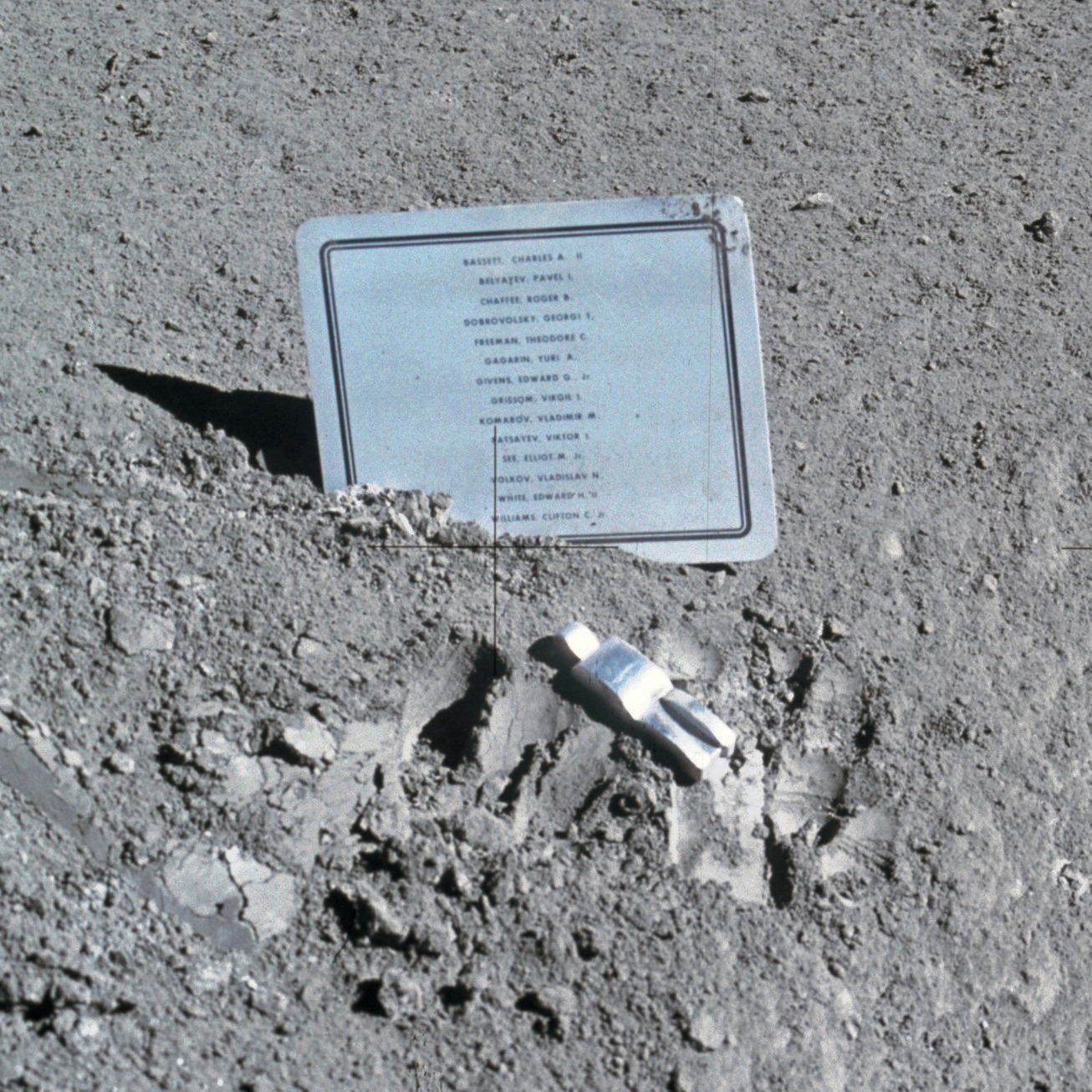
Fallen Astronaut, minnesmärke över förolyckade rymdfarare, på Månen
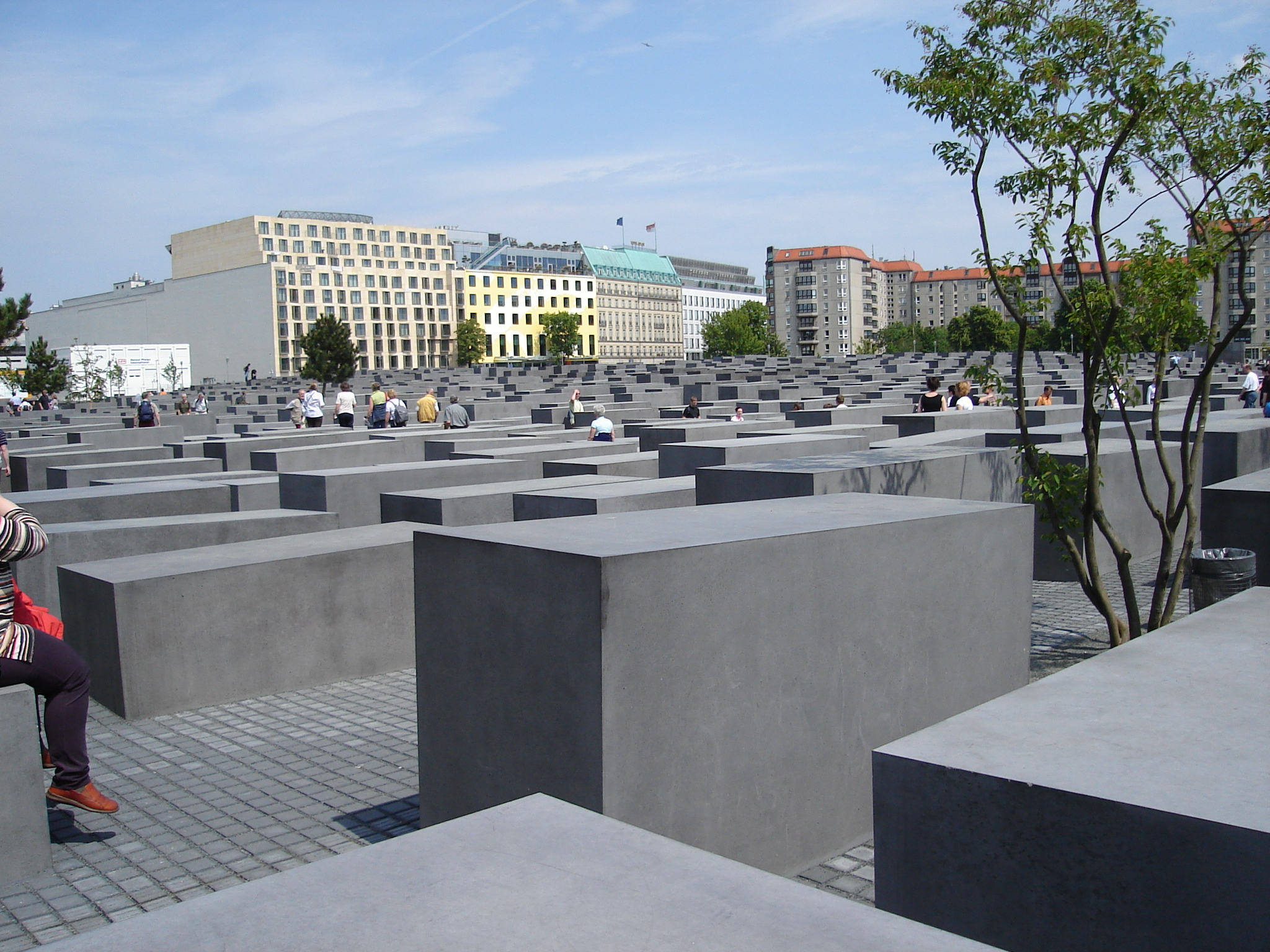
Förintelsemonumentet i Berlin, Tyskland
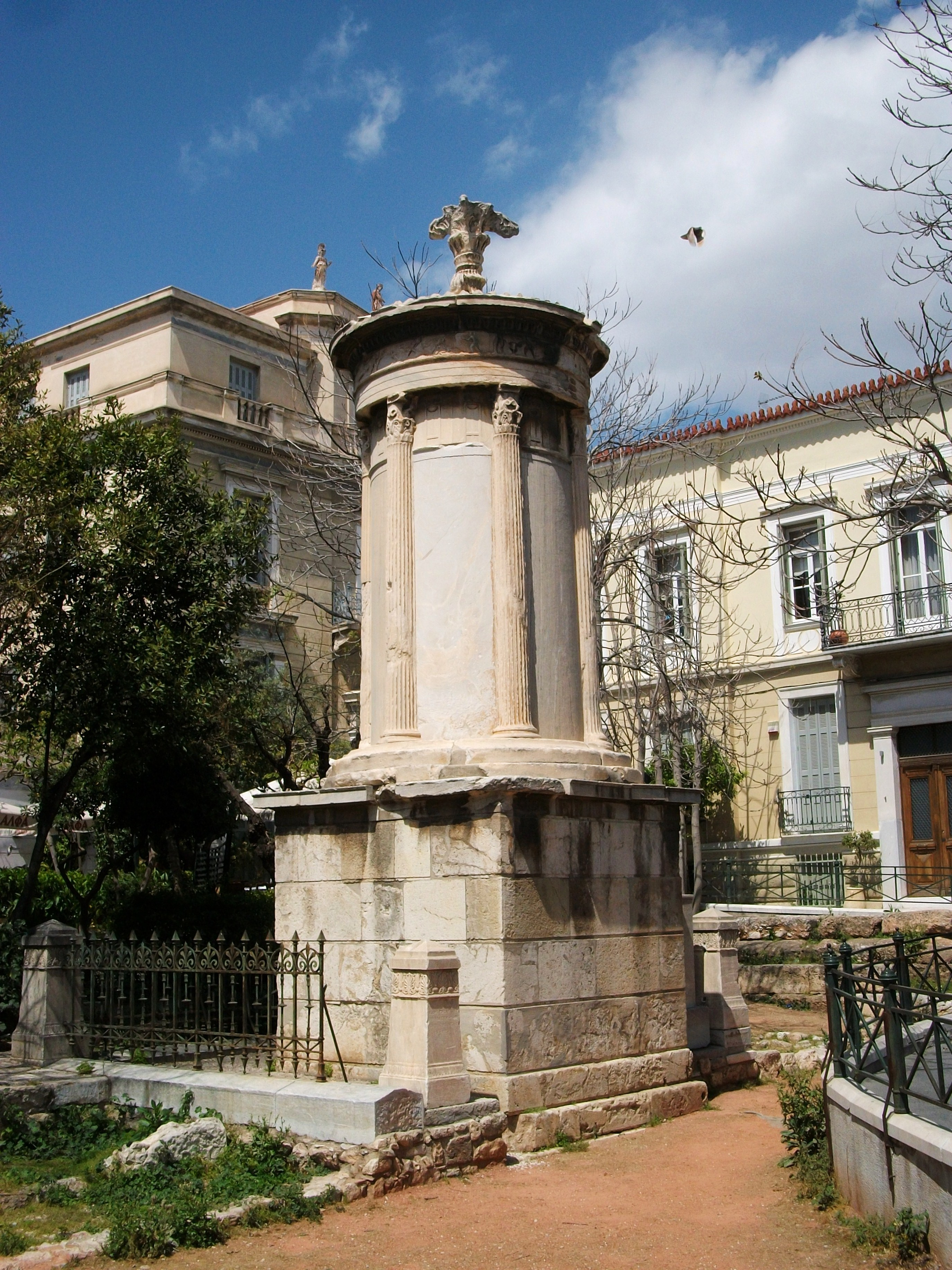
Lysikratesmonumentet, Aten, Grekland
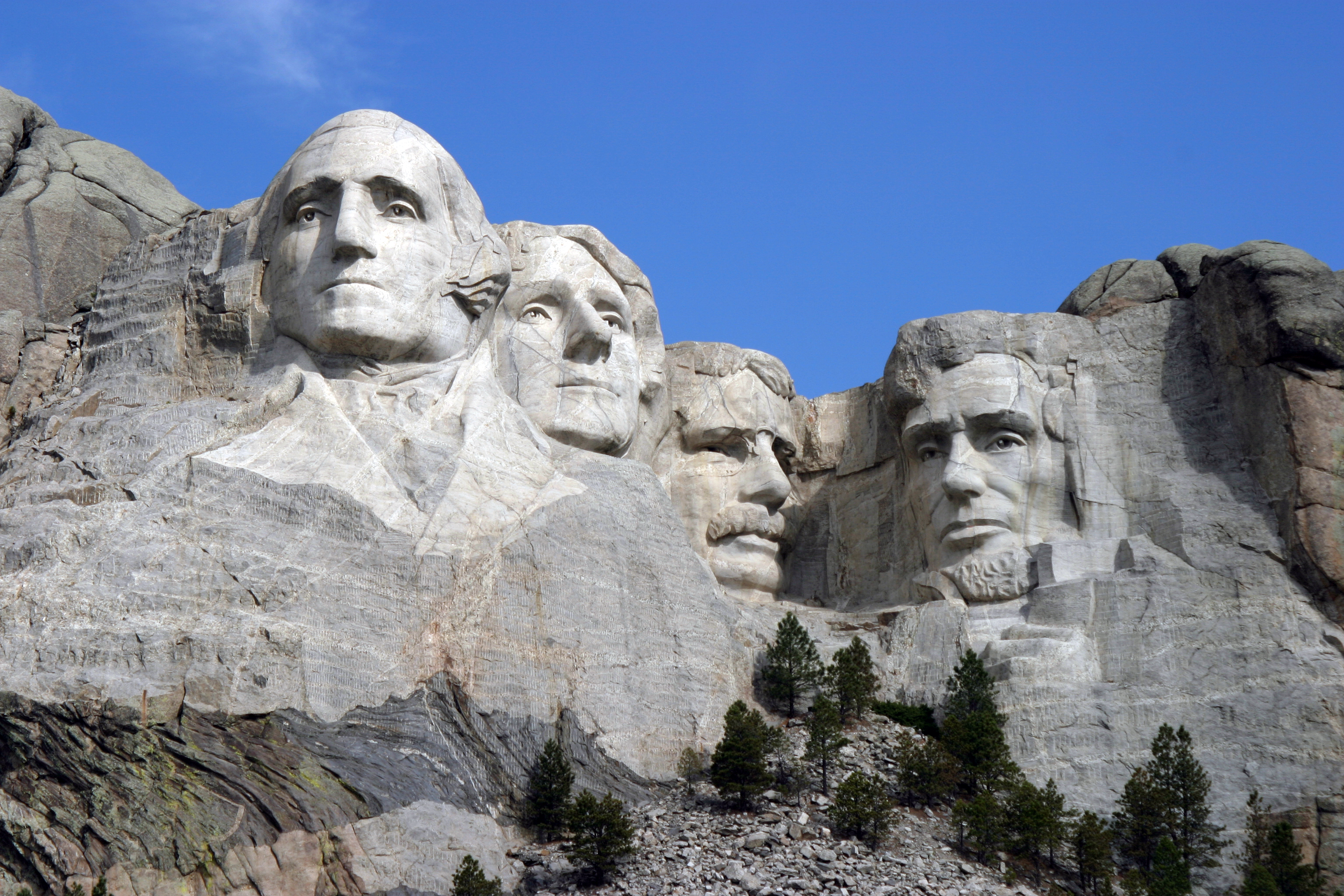
Mount Rushmore National Memorial, Keystone, South Dakota, USA
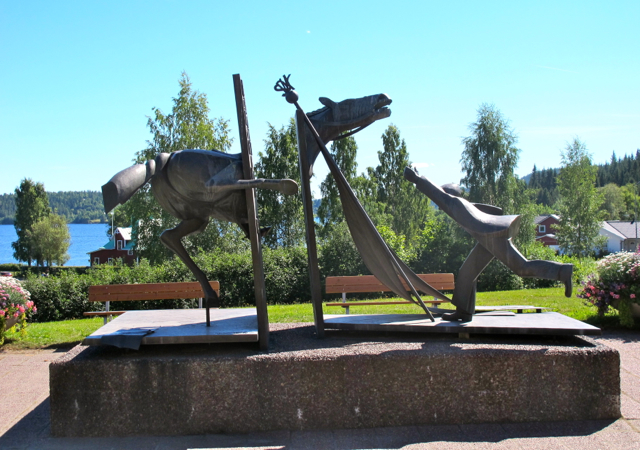
Minnesmärke över de stupade i Ådalen 1931, Lunde, Sverige
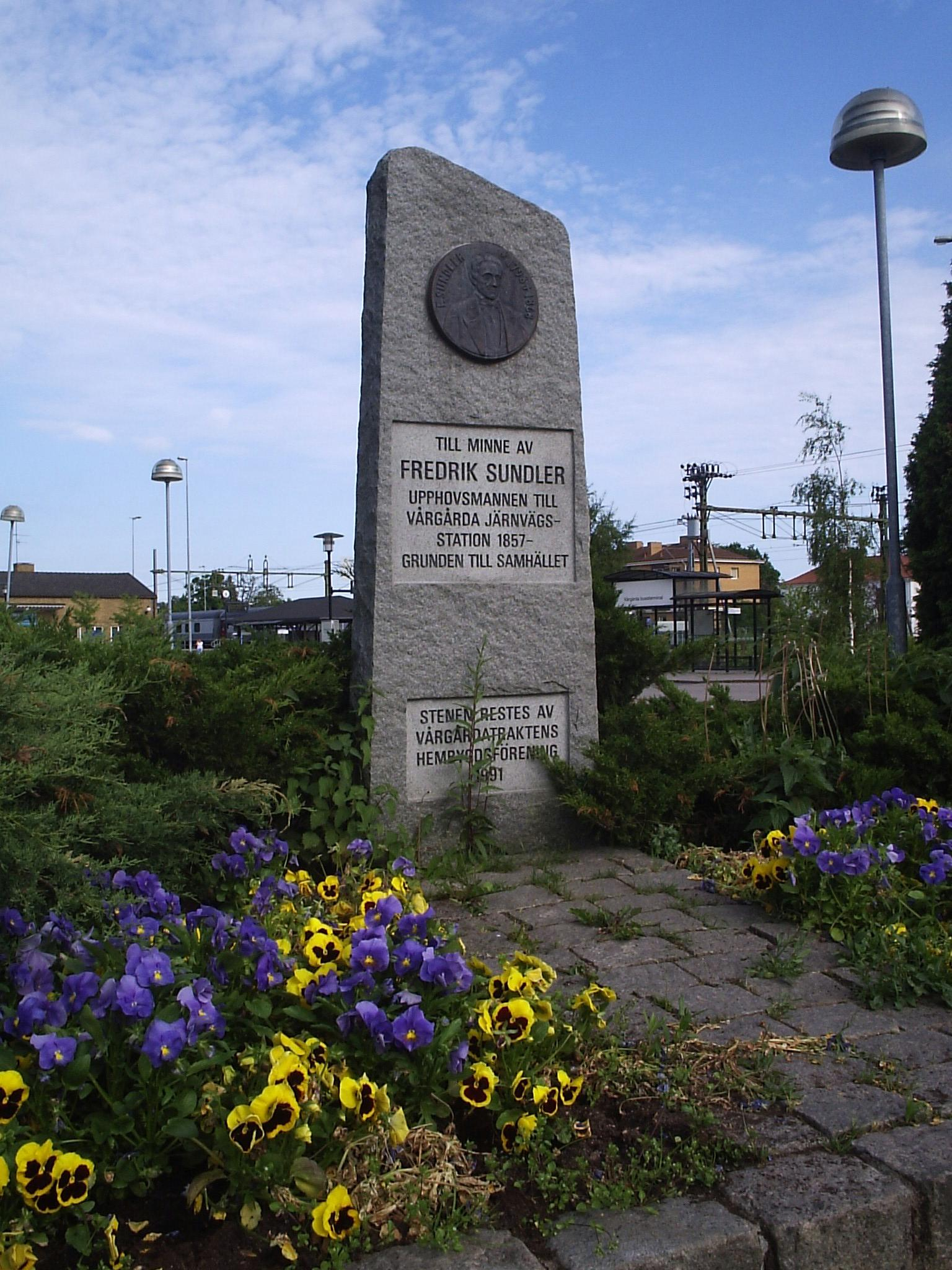
Fredrik Sundlers minnessten vid Järnvägsparken i Vårgårda, Sverige
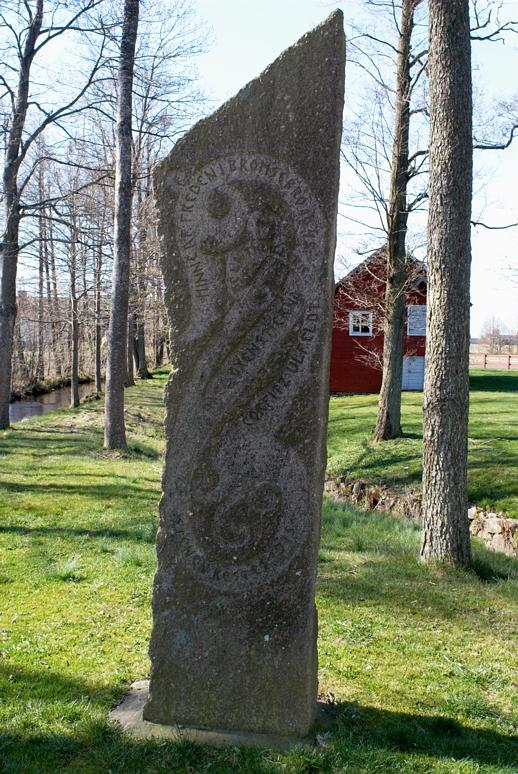
Fredsstenen vid Brömsebro, mellan Småland och Blekinge, Sverige
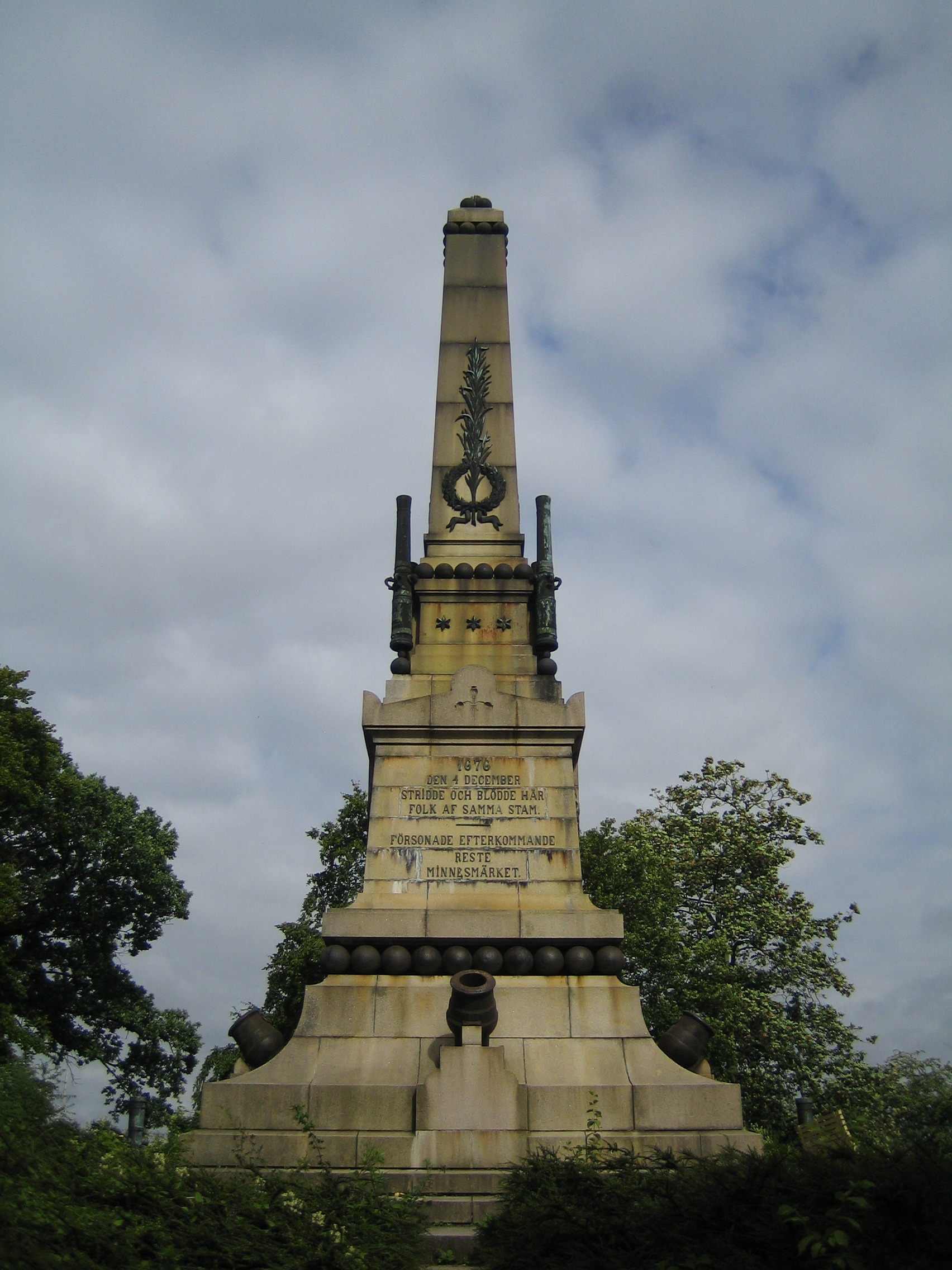
Monumentet över Slaget vid Lund, Lund, Sverige
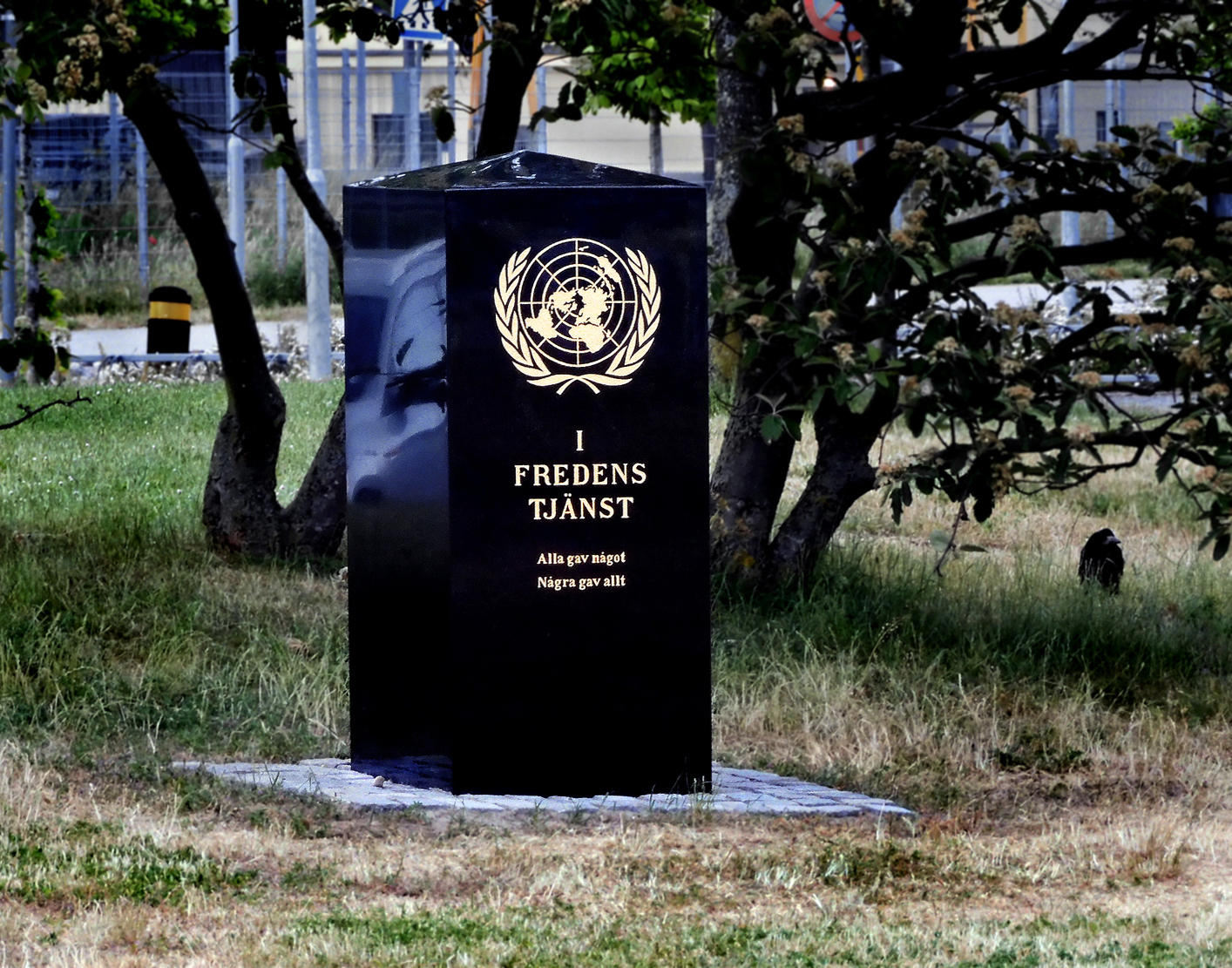
FN  Veteranmonument, invigt veterandagen 29 maj i Ystad 2021, Sverige
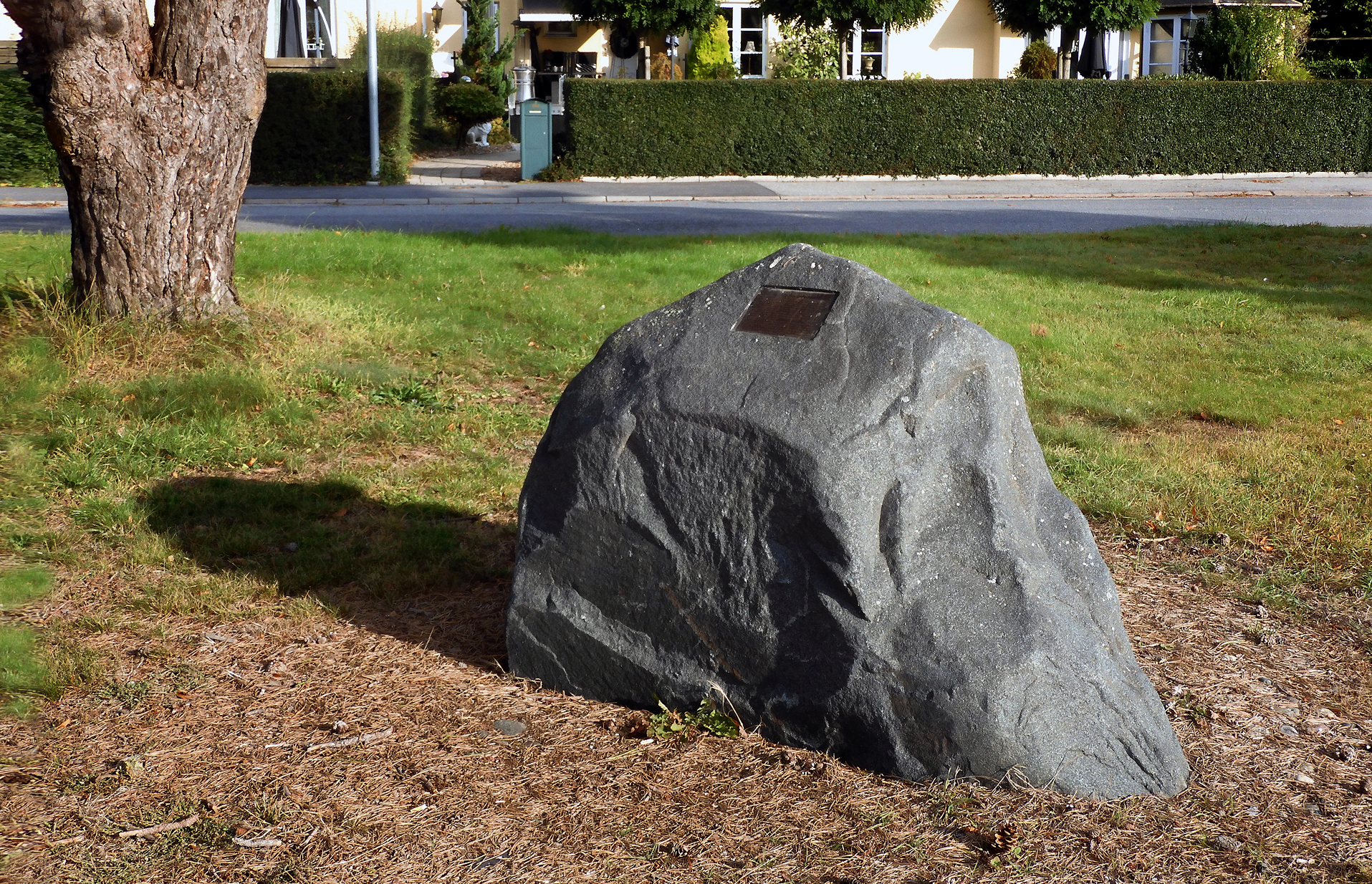
Minnessten vid Baltzar von Platens plats i Ystad, cirka 100 meter från Villa von Platen.
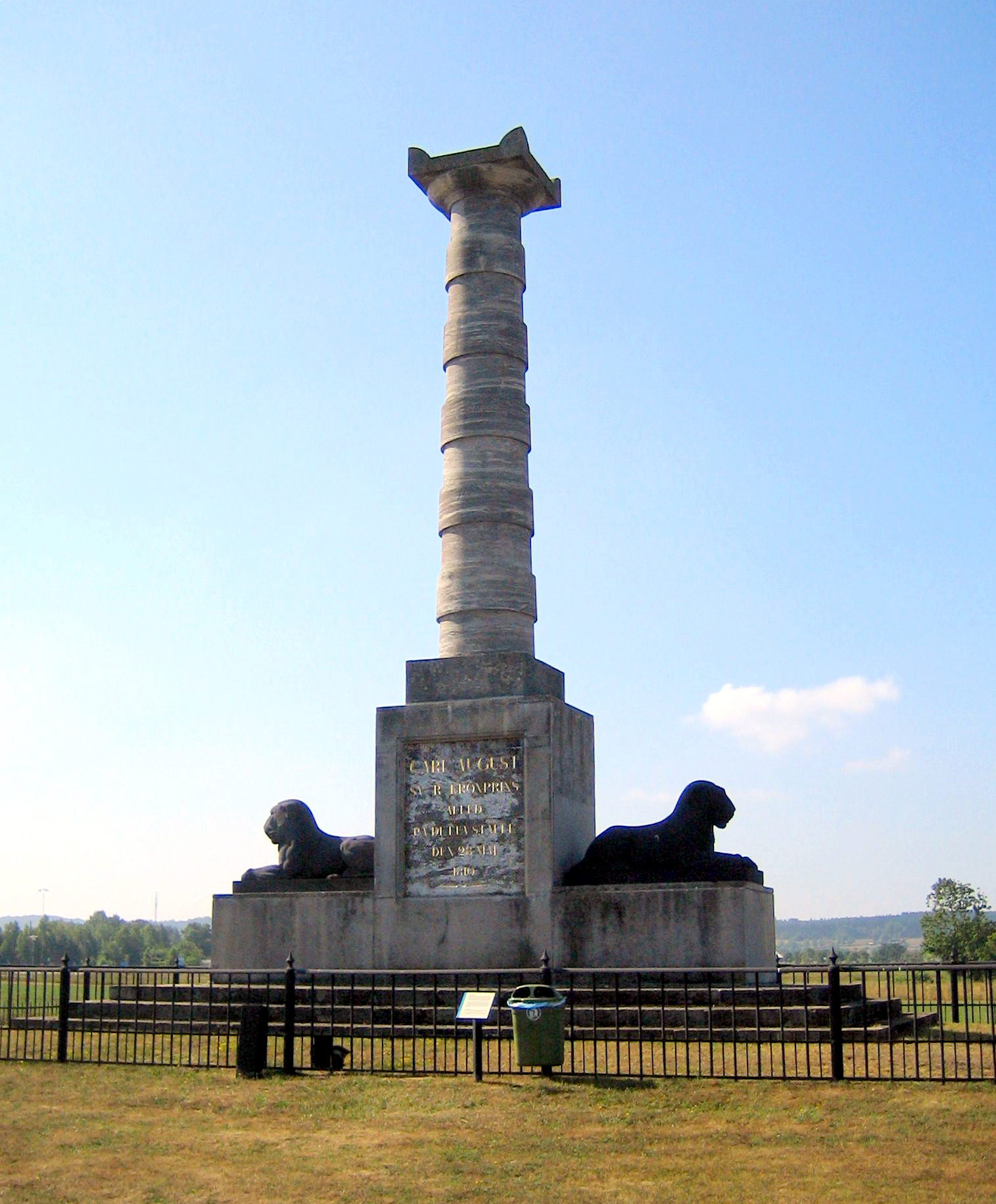
Monumentet i Kvidinge.